# VSCO girl
VSCO girl fait référence à une sous-culture populaire parmi les membres de la génération Z regroupant des adolescentes qui suivent certaines modes vestimentaires et certaines tendances. Le style de la VSCO girl est souvent décrit comme « décontracté ». Le terme vient de l'application VSCO (« VSCO Cam ») : il est né à l'été 2019 à la suite d'une augmentation des contenus relatifs à cette tendance sur les réseaux sociaux. Les photos des VSCO girls se trouvent le plus souvent sur VSCO, mais la sous-culture elle-même ne provient pas de l'application.
Cette sous-culture est souvent associée aux « e-boys » et « e-girls » ainsi qu'aux « Tumblr girls », termes qui désignent les adolescents populaires qui suivent les tendances sur Internet (les Tumblr girls désignant spécifiquement les filles actives sur le réseau social Tumblr). Cependant, contrairement à ces autres sous-cultures, les VSCO girls ne sont pas déterminées par la plateforme qu'elles utilisent, mais plutôt par leurs choix esthétiques.

## Tendances
Le style de la VSCO girl est souvent décrit comme à la fois « preppy » (mode relative à la tenue des élèves en école) et « beachy » (mode relative aux touristes à la plage). Le style est souvent décrit comme « décontracté » : en effet, les VSCO girl ont pour objectif d'avoir l'air détendue et facile à vivre,,.

### Style vestimentaire
Les VSCO girls portent souvent des t-shirts oversize qui sont parfois assez longs pour couvrir leur short. Bien que les VSCO girls soient principalement associées au port du short, tels que les shorts de survêtement Nike, certaines portent aussi des « mom jeans », l'incluant dans leur style,.
Les chaussures populaires chez les VSCO girls sont notamment les chaussures des marques Crocs, Birkenstock et Vans. Les crocs sont souvent ornées de breloques. Les Vans à carreaux noirs et blancs sont aussi très courantes chez les VSCO girls.

### Accessoires

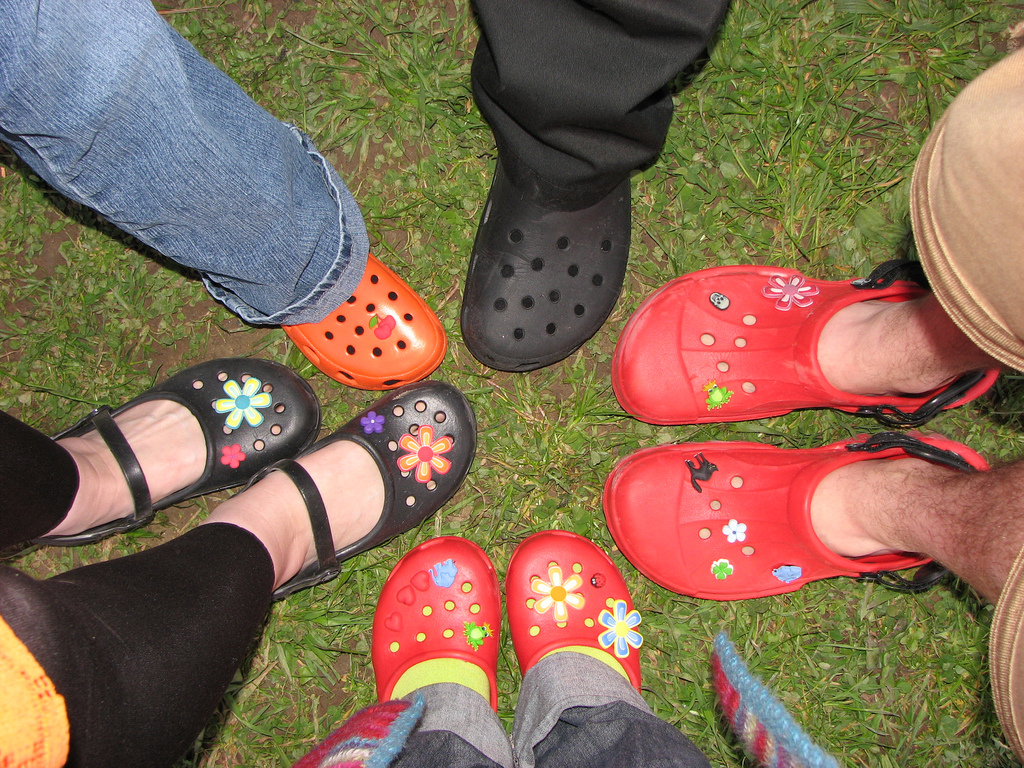
Crocs à breloques

Elles portent souvent des chouchous à la fois dans les cheveux et sur les poignets. Les poignets sont également ornés de bracelets Pura Vida ou de bracelets similaires faits à la main. Les collier coquillages ras du cou sont aussi un accessoire populaire chez les VSCO girls.
Les VSCO girls utilisent des appareils photo Polaroid pour prendre des photos et des sacs à dos Fjällräven Kånken pour transporter leurs effets personnels. [réf. nécessaire]
Chez les VSCO girls, l'utilisation de certains produits de marques précises est important. Les marques populaires incluent Pura Vida, Hydro Flask, Nike, Brandy Melville, Fjällräven et Urban Outfitters,.
Aucune des marques associées à cette sous-culture n'a observé une augmentation de ses ventes ; on constate cependant une hausse du marketing ciblant les VSCO girls.

## Utilisation des réseaux sociaux
Bien que les VSCO girls aient été nommées d'après cette application, elles ont été popularisées grâce à différents réseaux sociaux. [réf. nécessaire]

### VSCO
VSCO est une application populaire de retouche photo et un réseau social. La plupart des utilisateurs ont moins de 25 ans. Contrairement à la plupart des réseaux sociaux, VSCO n'affiche pas les « likes », le nombre de followers (abonnés) ou les commentaires. Cela est dû à l'éthique de l'entreprise, qui désire réduire la pression liée à l'utilisation des réseaux sociaux. Par conséquent, l'application est utilisée pour publier du contenu plus décontracté.

### Instagram
Instagram est une application de retouche photo et un réseau social. Bien qu'il soit similaire à VSCO, le contenu du site penche vers une gestion plus organisée et professionnelle. Les VSCO girls font parfois symbole d'opposition au maquillage lourd et à la perfection irréaliste qui est généralement associée à Instagram.

### Youtube
Beaucoup de vidéos de VSCO girls sont partagées sur Youtube, dont un grand nombre sont des parodies. Elle considère Emma Chamberlain, une youtubeuse populaire, comme une youtubeuse ayant aidé à populariser l'esthétique de la VSCO girl.